# Кавлерс (футбольний клуб)
«Кавлерс» (шотл. Cowlairs Football Club) — колишній шотландський футбольний клуб з однойменного району Глазго, створений 1876 року. Клуб був одним із засновників Шотландської футбольної ліги у 1890 році, але не зміг конкурувати із іншими командами, через що після одного сезону вилетів із вищого дивізіону, а 1896 року припинив проводити матчі.

## Історія
«Кавлерс» був заснований 1876 року і у перші роки свого існування був членом Федерації футболу Глазго, а у сезоні 1880/81 дебютував у одному з найстаріших футбольних турнірів світу — Кубку Шотландії, дійшовши до четвертого раунду. У сезоні 1886/87 клуб зіграв і у Кубку Англії (який був відкритий для шотландських клубів у той час), дійшовши до Третього раунду, в якому поступився іншій команді із Глазго «Рейнджерсу» (2:3).
В 1890 році «Кавлерс» став одним із засновників Шотландської футбольної ліги. У дебютному розіграші клуб зайняв останнє десяте місце, до того ж команду позбавили чотирьох очок за використання незаявлених гравців. Оскільки клуб також зіткнувся з обвинуваченнями у професіоналізмі (який ще не був легалізований у шотландському футболі) і стало відомо що клуб незаконно робить виплати гравцям, «Кавлерс» був виключений із футбольної ліги і замінений на «Літ Атлетік»..
У наступному сезоні 1891/92 клуб не брав участь у жодному чемпіонаті і грав лише товариські ігри, втім у Кубку Шотландії здобув свій найкращий результат, дійшовши до чвертьфіналу, поступившись там майбутньому тріумфатору турніру «Селтіку».
Перед сезоном 1892/93 «Кавлерс» приєднався до Шотландського футбольного альянсу, альтернативного чемпіонату Шотландії, закінчивши сезон на першому місці, після чого повернувся до Футбольної ліги, де був включений до новоствореного Другого дивізіону на сезон 1893/94. Вже у першому сезоні клуб зайняв друге місце, втім до вищого дивізіону була взята команда «Клайд», що стала третьою. Також клуб став фіналістом Кубка Глазго, програвши вирішальний матч «Рейнджерсу» (0:1).
У наступному сезоні 1894/95 у клубу почались фінансові проблеми і він зайняв останнє 10 місце, після чого знову був виключений з Футбольної ліги, а наступного року і взагалі припинив своє існування.

## Стадіон
«Кавлерс» спочатку грав на стадіоні «Гурлей-Парк», але після приєднання до Шотландської футбольної ліги переїхав на «Спрінгвейл-Парк». Після виключення з ліги в 1895 році вони повернулися на «Гурлей-Парк», де грали аж до розформування.